# Žaloba pro zmatečnost
Žaloba pro zmatečnost patří mezi mimořádné opravné prostředky v občanském soudním řízení, kterou je možné zvrátit už pravomocné rozhodnutí soudu prvního stupně nebo i odvolacího soudu. Je možné ji použít tehdy, pokud předcházející řízení bylo z nějakého důvodu zmatečné.

## Možnosti podání žaloby
Pravomocné rozhodnutí soudu je možné napadnout žalobou pro zmatečnost jen tehdy, pokud:
- bylo rozhodnuto ve věci, která nenáleží do pravomoci soudů,
- v řízení vystupoval účastník, který neměl způsobilost být účastníkem řízení či neměl procesní způsobilost, nebo nebyl řádně zastoupen, případně mu byl ustanoven opatrovník, ačkoli k tomu nebyly splněny zákonné předpoklady,
- nebyl podán návrh na zahájení řízení, jak požaduje zákon,
- rozhodl vyloučený soudce nebo přísedící, nebo nebyl soud správně obsazen (místo senátu rozhodl samosoudce), případně bylo rozhodnuto v neprospěch účastníka v důsledku trestného činu soudce nebo přísedícího,
- rozhodnutí soudu bránila překážka litispendence nebo věci rozhodnuté, anebo je nevykonatelné,
- účastníku řízení byla odňata možnost jednat před soudem.

Nelze ji ale podat proti rozhodnutím ve věcech manželství a partnerství, pouze proti odůvodnění rozhodnutí, nebo jen proti výrokům o nákladech řízení, o lhůtě k plnění a o předběžné vykonatelnosti. Stejně tak ji nelze podat proti rozhodnutí o žalobě pro zmatečnost. Žaloba musí být podána do tří měsíců od doručení rozhodnutí soudu, v některých případech od chvíle, kdy se žalobce dozví o důvodech zmatečnosti řízení.

## Rozhodnutí o žalobě
Rozhoduje zpravidla soud, který rozhodl v prvním stupni. Pokud byla zároveň podána žaloba na obnovu řízení, spojí se obě věci v jednu, pokud ale bylo podáno i dovolání, vyčká se rozhodnutí dovolacího soudu. Soud rozhoduje usnesením a pokud napadené rozhodnutí zruší, tak buď původní řízení rovnou zastaví, nebo soud, jehož rozhodnutí bylo zrušeno, o věci rozhodne znovu a je přitom vázán právním názorem soudu, který napadené rozhodnutí zrušil.